# IV. třída okresu Strakonice 2003/2004
V utkáních IV. třídy okresu Strakonice 2003/2004, jedné ze skupin 10. nejvyšší fotbalové soutěže v Česku, se utkalo 11 týmů dvoukolovým systémem podzim – jaro. Tento ročník začal v srpnu 2003 a skončil v červnu 2004.
Postup do III. třídy okresu Strakonice 2004/2005 si zajistil vítězný tým TJ Otavan Štěkeň „B“ a spolu s ním i třetí tým TJ Sokol Bavorov „B“. Nikdo nesestoupil, jedná se o nejnižší soutěž.

## Konečná tabulka IV. třídy okresu Strakonice 2003/2004
| Poř. | Tým                       | Z  | V  | R | P  | VG | OG | B  |
| ---- | ------------------------- | -- | -- | - | -- | -- | -- | -- |
| 1.   | TJ Otavan Štěkeň „B“      | 20 | 14 | 1 | 5  | 54 | 21 | 43 |
| 2.   | FC Sousedovice „B“        | 20 | 11 | 4 | 5  | 54 | 36 | 37 |
| 3.   | TJ Sokol Bavorov „B“      | 20 | 10 | 5 | 5  | 52 | 39 | 35 |
| 4.   | TJ Sokol Malenice „B“     | 20 | 11 | 1 | 8  | 48 | 41 | 34 |
| 5.   | FC Champions              | 20 | 11 | 1 | 8  | 49 | 46 | 34 |
| 6.   | FK Chelčice „B“           | 20 | 9  | 3 | 8  | 35 | 47 | 30 |
| 7.   | TJ Sokol Mnichov          | 20 | 7  | 8 | 8  | 33 | 42 | 36 |
| 8.   | SK Níšovice               | 20 | 7  | 3 | 10 | 43 | 46 | 24 |
| 9.   | TJ Sokol Doubravice „B“   | 20 | 4  | 5 | 11 | 45 | 54 | 17 |
| 10.  | TJ Balvani Strakonice „B“ | 20 | 4  | 4 | 12 | 33 | 48 | 16 |
| 11.  | TJ Sokol Sedlice „B“      | 20 | 4  | 4 | 12 | 20 | 46 | 16 |

Poznámky:
- Z = Odehrané zápasy; V = Vítězství; R = Remízy; P = Prohry; VG = Vstřelené góly; OG = Obdržené góly; B = Body; (S) = Mužstvo sestoupivší z vyšší soutěže

|  | Postup do III. třídy okresu Strakonice 2004/2005 |